# 715

## Nașteri
- dată necunoscută: Pepin cel Scurt  (d. 768)
- dată necunoscută: Ștefan cel Nou sfânt grec, martir al credinței (d. 764)

## Decese
- 9 aprilie: Papa Constantin papa (n. ?)